# Cantó de Valdoie
El cantó de Valdoie és un cantó francès del departament del Territori de Belfort, situat al districte de Belfort. Té 3 municipis i el cap és Valdoie.

## Municipis
- Cravanche
- Essert
- Valdoie

## Història
| Data d'elecció                           | Identitat       | Partit | Qualitat |
| ---------------------------------------- | --------------- | ------ | -------- |
| 1967-1985                                | Paul Kiffel     | PS     |          |
| 1985-1998                                | Daniel Pierquet | PS     |          |
| 1998-                                    | Yves Ackermann  | PS     |          |
| les dades anteriors no són pas conegudes |                 |        |          |
|                                          |                 |        |          |